# Nascar Grand National Series 1968
Nascar Grand National Series 1968 var den 20:e upplagan av den främsta divisionen av professionell stockcarracing i USA sanktionerad av National Association for Stock Car Auto Racing. Säsongen bestod av 49 race och inleddes redan 12 november 1967 på Middle Georgia Raceway i Charlotte i Georgia och avslutades 3 november 1968 på Jeffco Speedway i Jefferson i Georgia. David Pearson vann sin andra av totalt tre mästerskapstitlar.

## Resultat
| Nr      | Datum        | Tävling                    | Bana                                                        | Pole              | Vinnare           | Konstruktör | Start | Rapport |
| ------- | ------------ | -------------------------- | ----------------------------------------------------------- | ----------------- | ----------------- | ----------- | ----- | ------- |
| 1       | 12 november  | Middle Georgia 500         | Middle Georgia Raceway, Macon, Georgia                      | LeeRoy Yarbrough  | Bobby Allison     | Ford        | 2     | Rapport |
| 2       | 26 november  | Alabama 200                | Montgomery Speedway, Montgomery, Alabama                    | Richard Petty     | Richard Petty     | Plymouth    | 1     | Rapport |
| 3       | 21 januari   | Motor Trend 500            | Riverside International Raceway, Moreno Valley, Kalifornien | Dan Gurney        | Dan Gurney        | Ford        | 1     | Rapport |
| 4       | 25 februari  | Daytona 500                | Daytona International Speedway, Daytona Beach, Florida      | Cale Yarborough   | Cale Yarborough   | Mercury     | 1     | Rapport |
| 5       | 17 mars      | Southeastern 500           | Bristol International Speedway, Bristol, Tennessee          | Richard Petty     | David Pearson     | Ford        | 2     | Rapport |
| 6       | 24 mars      | Richmond 250               | Virginia State Fairgrounds, Richmond, Virginia              | Bobby Isaac       | David Pearson     | Ford        | 16    | Rapport |
| 7       | 31 mars      | Atlanta 500                | Atlanta International Raceway, Atlanta, Georgia             | LeeRoy Yarbrough  | Cale Yarborough   | Mercury     | 4     | Rapport |
| 8       | 7 april      | Hickory 250                | Hickory Motor Speedway, Hickory, North Carolina             | David Pearson     | Richard Petty     | Plymouth    | 4     | Rapport |
| 9       | 13 april     | Greenville 200             | Greenville-Pickens Speedway, Easley, South Carolina         | David Pearson     | Richard Petty     | Plymouth    | 3     | Rapport |
| 10      | 18 april     | Columbia 200               | Columbia Speedway, Cayce, South Carolina                    | Richard Petty     | Bobby Isaac       | Dodge       | 6     | Rapport |
| 11      | 21 april     | Gwyn Staley 400            | North Wilkesboro Speedway, North Wilkesboro North Carolina  | David Pearson     | David Pearson     | Ford        | 1     | Rapport |
| 12      | 28 april     | Virginia 500               | Martinsville Speedway, Ridgeway, Virginia                   | David Pearson     | Cale Yarborough   | Mercury     | 3     | Rapport |
| 13      | 3 maj        | Dixie 250                  | Augusta International Raceway, Augusta, Georgia             | Bobby Isaac       | Bobby Isaac       | Dodge       | 1     | Rapport |
| 14      | 5 maj        | Fireball 300               | Asheville-Weaverville Speedway, Weaverville, North Carolina | David Pearson     | David Pearson     | Ford        | 1     | Rapport |
| 15      | 11 maj       | Rebel 400                  | Darlington Raceway, Darlington, South Carolina              | LeeRoy Yarbrough  | David Pearson     | Ford        | 2     | Rapport |
| 16      | 17 maj       | Beltsville 300             | Beltsville Speedway, Beltsville, Maryland                   | Richard Petty     | David Pearson     | Ford        | 2     | Rapport |
| 17      | 18 maj       | Tidewater 250              | Langley Field Speedway, Hampton, Virginia                   | Richard Petty     | David Pearson     | Ford        | 2     | Rapport |
| 18      | 26 maj       | World 600                  | Charlotte Motor Speedway, Charlotte, North Carolina         | Donnie Allison    | Buddy Baker       | Dodge       | 12    | Rapport |
| 19      | 31 maj       | Asheville 300              | New Asheville Speedway                                      | Richard Petty     | Richard Petty     | Plymouth    | 1     | Rapport |
| 20      | 2 juni       | Macon 300                  | Middle Georgia Raceway, Macon, Georgia                      | David Pearson     | David Pearson     | Ford        | 1     | Rapport |
| 21      | 6 juni       | East Tennessee 200         | Smoky Mountain Raceway, Maryville, Tennessee                | David Pearson     | Richard Petty     | Plymouth    | 4     | Rapport |
| 22      | 8 juni       | Race 22                    | Fairgrounds Raceway, Birmingham, Alabama                    | David Pearson     | Richard Petty     | Plymouth    | 2     |         |
| 23      | 16 juni      | Carolina 500               | North Carolina Motor Speedway, Rockingham, North Carolina   | LeeRoy Yarbrough  | Donnie Allison    | Ford        | 7     | Rapport |
| 24      | 22 juni      | Pickens 200                | Greenville-Pickens Speedway, Easley, South Carolina         | David Pearson     | Richard Petty     | Plymouth    | 2     | Rapport |
| 25      | 4 juli       | Firecracker 400            | Daytona International Speedway, Daytona Beach, Florida      | Charlie Glotzbach | Cale Yarborough   | Mercury     | 4     | Rapport |
| 26      | 7 juli       | Islip 300                  | Islip Speedway, Islip, New York                             | Buddy Baker       | Bobby Allison     | Chevrolet   | 5     | Rapport |
| 27      | 9 juli       | Maine 300                  | Oxford Plains Speedway, Oxford, Maine                       | Buddy Baker       | Richard Petty     | Plymouth    | 2     | Rapport |
| 28      | 11 juli      | Fonda 200                  | Fonda Speedway, Fonda, New York                             | David Pearson     | Richard Petty     | Plymouth    | 2     | Rapport |
| 29      | 14 juli      | Northern 300               | Trenton Speedway, Trenton, New Jersey                       | LeeRoy Yarbrough  | LeeRoy Yarbrough  | Ford        | 1     | Rapport |
| 30      | 21 juli      | Volunteer 500              | Bristol International Speedway, Bristol, Tennessee          | LeeRoy Yarbrough  | David Pearson     | Ford        | 6     | Rapport |
| 31      | 25 juli      | Smoky Mountain 200         | Smoky Mountain Raceway, Maryville, Tennessee                | Bobby Isaac       | Richard Petty     | Plymouth    | 2     | Rapport |
| 32      | 27 juli      | Nashville 400              | Nashville Speedway, Nashville, Tennessee                    | Richard Petty     | David Pearson     | Ford        | 3     | Rapport |
| 33      | 4 augusti    | Dixie 500                  | Atlanta International Raceway, Atlanta, Georgia             | Buddy Baker       | LeeRoy Yarbrough  | Mercury     | 5     | Rapport |
| 34      | 8 augusti    | Sandlapper 200             | Columbia Speedway, Cayce, South Carolina                    | Buddy Baker       | David Pearson     | Ford        | 10    | Rapport |
| 35      | 10 augusti   | Myers Brothers 250         | Bowman Gray Stadium, Winston-Salem, North Carolina          | Richard Petty     | David Pearson     | Ford        | 2     | Rapport |
| 36      | 18 augusti   | Western North Carolina 500 | Asheville-Weaverville Speedway, Weaverville, North Carolina | Darel Dieringer   | David Pearson     | Ford        | 2     | Rapport |
| 37      | 23 augusti   | Race 37                    | South Boston Speedway, South Boston, Virginia               | Richard Petty     | Richard Petty     | Plymouth    | 1     |         |
| 38      | 24 augusti   | Crabber 250                | Langley Field Speedway, Hampton, Virginia                   | David Pearson     | David Pearson     | Ford        |       | Rapport |
| 39      | 2 september  | Southern 500               | Darlington Raceway, Darlington, South Carolina              | Charlie Glotzbach | Cale Yarborough   | Mercury     | 2     | Rapport |
| 40      | 6 september  | Buddy Shuman 250           | Hickory Motor Speedway, Hickory, North Carolina             | Richard Petty     | David Pearson     | Ford        | 2     | Rapport |
| 41      | 8 september  | Capital City 300           | Virginia State Fairgrounds, Richmond, Virginia              | Richard Petty     | Richard Petty     | Plymouth    | 1     | Rapport |
| 42      | 13 september | Maryland 300               | Beltsville Speedway, Beltsville, Maryland                   | Cale Yarborough   | Bobby Isaac       | Dodge       | 3     | Rapport |
| 43      | 15 september | Hillsboro 150              | Orange Speedway, Hillsborough, North Carolina               | Richard Petty     | Richard Petty     | Plymouth    | 1     | Rapport |
| 44      | 22 september | Old Dominion 500           | Martinsville Speedway, Ridgeway, Virginia                   | Cale Yarborough   | Richard Petty     | Plymouth    | 6     | Rapport |
| 45      | 29 september | Wilkes 400                 | North Wilkesboro Speedway, North Wilkesboro North Carolina  | Bobby Allison     | Richard Petty     | Plymouth    | 3     | Rapport |
| 46      | 5 oktober    | Augusta 200                | Augusta International Raceway, Augusta, Georgia             | Bobby Allison     | David Pearson     | Ford        | 3     | Rapport |
| 47      | 20 oktober   | National 500               | Charlotte Motor Speedway, Charlotte, North Carolina         | Charlie Glotzbach | Charlie Glotzbach | Dodge       | 1     | Rapport |
| 48      | 27 oktober   | American 500               | North Carolina Motor Speedway, Rockingham, North Carolina   | Cale Yarborough   | Richard Petty     | Plymouth    | 4     | Rapport |
| 49      | 3 november   | Peach State 200            | Jeffco Speedway, Jefferson, Georgia                         | David Pearson     | Cale Yarborough   | Mercury     | 3     | Rapport |
| Källor: |              |                            |                                                             |                   |                   |             |       |         |

## Slutställning
| Plats   | Förare        | Starter | Vinster | Top 5 | Top 10 | Pole | Ledda varv | Prispengar | Poäng | +\-   |
| ------- | ------------- | ------- | ------- | ----- | ------ | ---- | ---------- | ---------- | ----- | ----- |
| 1       | David Pearson | 48      | 16      | 36    | 38     | 12   | 3950       | $133 065   | 3499  |       |
| 2       | Bobby Isaac   | 49      | 3       | 27    | 36     | 3    | 1384       | $60 342    | 3373  | –126  |
| 3       | Richard Petty | 49      | 16      | 31    | 35     | 12   | 4242       | $99 535    | 3123  | –376  |
| 4       | Clyde Lynn    | 49      | 0       | 2     | 25     | 0    | 0          | $29 226    | 3041  | –458  |
| 5       | John Sears    | 49      | 0       | 5     | 24     | 0    | 0          | $29 179    | 3017  | –482  |
| 6       | Elmo Langley  | 49      | 0       | 6     | 28     | 0    | 0          | $25 832    | 2823  | –676  |
| 7       | James Hylton  | 41      | 0       | 16    | 28     | 0    | 15         | $32 608    | 2719  | –780  |
| 8       | Jabe Thomas   | 48      | 0       | 1     | 15     | 0    | 0          | $21 166    | 2687  | –812  |
| 9       | Wendell Scott | 48      | 0       | 0     | 10     | 0    | 0          | $20 497    | 2685  | –814  |
| 10      | Roy Tyner     | 48      | 0       | 4     | 14     | 0    | 0          | $20 247    | 2504  | –995  |
| 11      | Bobby Allison | 37      | 2       | 18    | 20     | 2    | 695        | $52 288    | 2454  | –1045 |
| 12      | Neil Castles  | 44      | 0       | 4     | 15     | 0    | 0          | $19 506    | 2330  | –1169 |
| 13      | Buddy Baker   | 38      | 1       | 16    | 18     | 4    | 564        | $56 023    | 2310  | –1189 |
| 14      | Bill Seifert  | 44      | 0       | 1     | 9      | 0    | 0          | $18 403    | 2175  | –1324 |
| 15      | Earl Brooks   | 40      | 0       | 0     | 5      | 0    | 0          | $14 233    | 1957  | –1542 |
| Källor: |               |         |         |       |        |      |            |            |       |       |

- Notering: Endast de femton främsta förarna redovisas.